# Rivière aux Anglais
Der Rivière aux Anglais (französisch für „englischer Fluss“) ist ein 52 km langer Fluss in der regionalen Grafschaftsgemeinde Minganie der Verwaltungsregion Côte-Nord der Provinz Québec in Kanada. 

## Flusslauf
Der Rivière aux Anglais bildet den Abfluss des 289 m hoch gelegenen und 8 km langen Sees Lac á la Loutre. Dessen Abfluss wird durch die Barrage à la Loutre (⊙) reguliert. Der Ursprung des hydrologischen Hauptstrangs befindet sich weiter nördlich und ist ein 380 m hoch südlich des Lac Blanc gelegener namenloser See (⊙). Der Rivière aux Anglais fließt in überwiegend südsüdöstlicher Richtung. Dabei durchquert er die Seen Lac Pascal, Lac Fer à Cheval und Lac Chesnaye. Am Ausfluss aus dem Lac Chesnaye befindet sich ein Wehr (⊙). Unterhalb von diesem passiert der Fluss noch den Lac Inconnu. Der Rivière aux Anglais wird knapp 3 km oberhalb der Mündung von der 
Barrage de la Rivière-aux-Anglais (⊙) zu dem kleineren See Lac de la Rivière aux Anglais aufgestaut. An dieser Stelle kreuzt die Route 138 den Flusslauf. Der Rivière aux Anglais mündet schließlich 5 km nordöstlich der Kleinstadt Baie-Comeau in die Baie des Anglais, eine kleine Bucht an der Nordküste des Sankt-Lorenz-Golfs.

## Einzugsgebiet und Abfluss
Der Rivière aux Anglais entwässert ein Gebiet von 445 km². Der mittlere Abfluss im Jahr 1992 betrug nahe der Mündung 8,24 m³/s.